# Erick Struckmann
Erick Struckmann (født 15. august 1875 i København, død 28. maj 1962 i Hellerup, døbt Erik) var kunstmaler og æstet. Han var medstifter af Danmarks Naturfredningsforening (1911), og var 1921-1960 formand for denne forening, som han kom til at være synonym med. Han var også leder af Den Frie Udstilling.
Struckmann var søn af chef for den kgl. civilliste, etatsråd Erich Wilhelm Struckmann og Thora Amalia Nielsen. Han gik på Teknisk Skole; efterfulgt af studer ved Kunstakademiet 1893-97 og Kristian Zahrtmanns Skole november 1897-99. Han udstillede første gang 1901 på Den Frie Udstilling, var medlem af denne fra 1903, af dens bestyrelse fra 1919, dens formand fra 1936.
Struckmann var en personlig ven af statsminister Thorvald Stauning, der også var optaget af natursagen. Struckmann og Stauning var nøglepersonerne, der igangsatte Springforbiplanen, der skulle genskabe en af hovedstadens grønne lunger og den offentlige adgang til Øresund.
I sangen Sådan var det ikke i halvfemserne er det ham der henvises til med linjen Struckmann han hørte til bohemserne.
Struckmann var kunstneren bag motivet på julemærket for 1925: Stendysse i vinterlandskab.
Han var Kommandør af 1. grad af Dannebrogordenen, medlem af kommissionerne for Dyrehavens fremtidige drift 1918-19 og fra 1921; medstifter af Tersløsegaard Fondet 1910; medl. af kommissionen ang. de nordsjællandske statsskove fra 1923 og af bestyrelsen for Foreningen Kunst for Varer fra 1924, formand fra 1945; medl. af repræsentantskabet for Friluftsteatret i Dyrehaven og af sammes kunstneriske råd 1925-35; leder af Den frie Udstillings Islands-udstilling 1925; medl. af det af landbrugsministeriet nedsatte tilsynsråd med driften af Jægersborg Dyrehave og Jægersborg Hegn samt medl. af 10 mands-udvalget ang. de øvrige statsskoves drift ud fra æstetiske og naturhistoriske synspunkter fra 1926; medl. af statens tilsynsudvalg for Charlottenlund Fortpark fra 1933; medl. af bestyrelsen for Dansk Kulturfilm fra 1934; i stats-komitéen for udstillinger i udlandet 1928-56; formand i komitéen for Det danske Kunststævne i Forum 1929; medl. af komitéen for Biennalen i Venedig 1932-56; formand for Undervisningsministeriets kunstnerkomité for udstillinger i udlandet 1934-56; regeringens repræsentant ved de danske kunstudstillinger i udiandet 1934-06; medl. af præsidiet for Det danske Selskab 1941-46; formand for den danske sektion i Det nordiske Kunstforbund 1945-56, for Willumsen-komitéen 1947-54 og for Winkel og Magnussens Fond 1949-51; medl. af bestyrelsen for Winkel og Magnussens Mindelegat 1951-57.
Erick Struckmann er begravet på Vestre Kirkegård. Struckmannparken i Skodsborg har navn efter ham.
Han blev gift 19. september 1926 i København med bibliotekar, senere vicestadsbibliotekar Ingrid Ebba Jarnøe (navneskift fra Jørgensen 1. februar 1905), (29. juli 1889 på Frederiksberg – 17. april 1978 i København), datter af overretssagfører Niels Christian Jørgensen og Ebba Sophie Francisca Scheller.
Erick og Ingrid Struckmanns Naturfredningsfond ejer i dag Eskilsø i Roskilde Fjord.

## Udgivelser
- Struckmann, Erick, Knud Jessen og Finn Hjerl Hansen, red. (1943) De danske Heder I+II. Det Danske Hedeselskab, 352+402 s.
- Nørlund, Poul, Erick Struckmann og Ejnar Thomsen, red. (1948). København 1888-1945. Tidsskriftet Danmark 1948, 576 s.